# 亂藤四郎
亂藤四郎（日语：／ Midare Tōshirō）是鎌倉時代作成的日本刀（短刀）。日本美術刀劍保存協會認定並登錄為重要刀劍，2017年時由個人收藏。

## 概要
亂藤四郎是鎌倉時代刀工粟田口則國或粟田口國吉之子藤四郎吉光所造的刀。藤四郎吉光是山城國粟田口派最著名的刀工，尤以造短刀與劍聞名。吉光所造的刀一般為直線刃文，唯本作是錯亂的刃文，故而得名「亂藤四郎」。
曾為室町幕府管領細川勝元所有，稱「細川殿亂藤四郎」。後來細川家將其獻給足利將軍家。1569年（永祿十二年）10月，室町15代將軍足利義昭在本圀寺為三好氏軍所圍，近江國朽木（現滋贺县高島市）領主朽木元綱救足利義昭於危難。為重賞此舉，足利義昭將亂藤四郎贈與朽木元綱。
亂藤四郎後來的去向並不清楚，而江戶8代將軍德川吉宗命本阿彌家編纂的名刀目錄《享保名物帳》記載其為武藏國忍藩藩主阿部正乔所有。後為阿部家傳，1932年（昭和7年）與阿部家所收藏、指定為國寶的當麻國行一同離開阿部家。直到現代的來歷並不清楚，2017年時為日本刀研究家澤口希能所有，大阪府茨木市日本刀劍博物技術研究財團參與保存。

## 做工
刀身長7寸4分5釐（約22.6公分），平造，刃文為錯亂的互目（圓棋石連續規則排列般的刃文），鍛造紋理呈小杢目（木紋般的紋樣），有地沸（刀身平處如細銀砂般閃閃發光的鋼粒）。莖（貼合刀柄的手持部份）上刻有「吉光」二字。

## 贗品
2017年（平成29年）7月20日Yahoo! Auction拍賣短刀「名物·亂藤四郎」。當初設定金額為1萬日圓，至7月25日有120次以上出價，突破300萬日圓。但此為贗品，詢問所有者澤口希能後此事暴露。之後，日本刀劍博物技術研究財團聲明「我們全無參與」，賣方撤回拍賣，事態平息。
正、贗品主要的不同在於刀上所刻「吉」的最下一筆，以及正品為二重鈨（鐔），而贗品為一重鈨。至於所附1975年（昭和50年）發行的重要刀劍指定書，其中的編號對應其他刀，昭和50年時的日本美術刀劍保存協會會長也記載為無關本間順治的細川護立，有許多不自然處。
之後，日本刀劍博物技術研究財團入手贗品，在石川縣河北郡津幡町俱利迦羅不動寺舉辦的展會「精彩可學！親見刀的教科書展」（見どころ学べる！目で観る刀の教科書展）將正、贗品並列展示，2018年（平成30年）10月30日起展示7日。

### 引用
1. 1 2 3 4 5  . j-cast.   [2019-11-27]. （原始内容存档于2019-10-14）. （页面存档备份，存于）
2. 1 2 3  小和田 2015，第113頁.
3. 1 2 3 4 5 6  福永 1993，第125頁.
4. ↑  . 一般財團法人 日本刀劍博物技術研究財團.   [2019-11-27]. （原始内容存档于2021-09-25）. （页面存档备份，存于）
5. 1 2 3 4  . .   [2019-11-27]. （原始内容存档于2021-04-24）. （页面存档备份，存于）
6. ↑  日本刀劍博物技術研究財團. . Twitter.   [2019-11-27]. （原始内容存档于2021-11-25）. （页面存档备份，存于）
7. ↑  . PR TIMES.   [2019-11-27]. （原始内容存档于2018-11-15）. （页面存档备份，存于）

### 來源
- 小和田康經,  , 新紀元社（日语：新紀元社）, 2015-06-12, ISBN 4775313401
- 福永醉劍,   3, 雄山閣出版（日语：雄山閣出版）, 1993-11-20, ISBN 4639012020